# Гейслерова трубка
Гейслерова трубка — це ранішня реалізація газорозрядної трубки, що використовувалась для демонстрації принципів електричного тліючого розряду, аналогічно сучасній неоновій ілюмінації. Трубка була винайдена німецьким фізиком і склодувом Генріхом Гейслером у 1857 році. Вона складається з герметизованого, частково відкачаного скляного циліндра різноманітної форми з металевими електродами з кожного кінця, містить розріджений газ такий як неон, аргон, або повітря; пари ртуті або інши електропровідні речовини; або мінерали, що іонізуються або метали, такі як натрій. Коли між електродами прикладається висока напруга, через трубку тече електричний струм. Струм дисоциює електрони з молекул газу, створюючи іони, і коли електрони рекомбінують з іонами, газ випромінює світло за допомогою флюоресценції. Колір випромінюваного світла — це характеристика матеріалу всередині трубки, і може бути досягнуто багато різних кольорів та світлових ефектів. Перші газорозрядні лампи, гейслерові трубки були новинками, мали різні художні форми і кольори для демонстрації новітньої науки про електрику. На початку 20 сторіччя технологія була комерціалізована і розвинулась у неонову ілюмінацію.

## Застосування
Гейслерові трубки масово вироблялися з 1880-х років як новинка і для розваги, з багатьма циліндричними камерами та декоративними лабіринтними каналами, сформованими у вигляді скляної трубки. Деякі трубки були дуже вишуканої і складної форми та могли містити камери всередині зовнішньої колби. Новий ефект міг бути досягнутий обертанням трубки, що світиться з високою швидкістю за допомогою мотору; завдяки інерції зору було видно кольоровий диск. Коли увімкненої трубки торкалися рукою, форма тліючого розряду всередині часто змінювалася завдяки ємності тіла.
Прості прямі гейслерові трубки використовувалися на початку 20-го сторіччя у наукових дослідженнях як індикатори високої напруги. Якщо гейслерову трубку розміщували поблизу джерела змінного струму високої напруги, таких як котушка Тесли або котушка Румкорфа, вони могли запалюватися навіть без контакту з електричною схемою. Вони використовувалися для налаштування коливальних контурів радіопередавачів у резонанс. Ще один приклад їхнього використання — пошук вузлів стоячої хвилі у лініях зв'язку, таких як лінія Лечера, що використовувалися для вимірювання частоти у перших радіопередавачах.
Іще одне застосування у 1900-х роках — джерело світла у рефрактометрі Пульфріха.
Гейслерові трубки іноді досі використовуються у викладанні фізики для демонстрації принципів газорозрядних трубок.

## Вплив
Гейслерові трубки були першими газорозрядними трубками, і дали великий поштовх у розвитку багатьох приладів і пристроїв, що залежать від електричного розряду у газах.
Одним з найбільших наслідків технології гейслерових трубок було відкриття електрону та винахід електронних вакуумних ламп. До 1870-х років покращені вакуумні насоси дозволяли вченим відкачувати гейслерові трубки до глибшого вакууму; такі трубки називалися трубки Крукса на ім'я Вільяма Крукса. Коли був прикладений струм, виявилося що скляна оболонка трубки могла світитися на протилежному відносно катода кінці. Спостерігаючи такі тіні з гострими краями від перепон попереду катода, що проектувалися на стінку трубки, що світиться, Йоганн Хітторф зрозумів, що світіння було викликано певним типом променів, що рухались по прямих лініях крізь трубку з катода. Вони були названі катодними променями. У 1897 році Джозеф Джон Томсон показав, що катодні промені містять раніше невідомі частки, які він назвав електронами. Технологія керування електронними променями призвела до винаходу підсилювальної електронної лампи у 1907 році, що створило галузь електроніка і домінувала в ній упродовж 50 років, а також Електронно-променеві трубки, які використовувалися в радарах та телевізійних дисплеях.
Деякі прилади, які еволюціонували з технології гейслерових трубок:
- Вакуумні лампи
- Ксенонові фотоспалахи (для фотографії зі спалахом)
- Ксенонові дугові лампи (для кінематографічних та IMAX проекторів)
- Рентгенівські трубки
- Натрієві газорозрядні лампи, що використовуються у вуличному освітленні
- «Неонові» знаки[en], що використовують одночасно видиме світло розряду у неоні та в інших газах та люмінофор, збуджений ультрафіолетовим світлом
- Ртутна газорозрядна лампа
- Мас-спектрометр
- Електронно-променеві трубки, що працюють в осцилографах та пізніше в телевізорах, радарах, and компютерних дисплеях
- Електротахоскоп[en] (один з перших пристроїв для демонстрації рухомого зображення)
- Люмінесцентні лампи
- Плазмові лампи

## Див. також

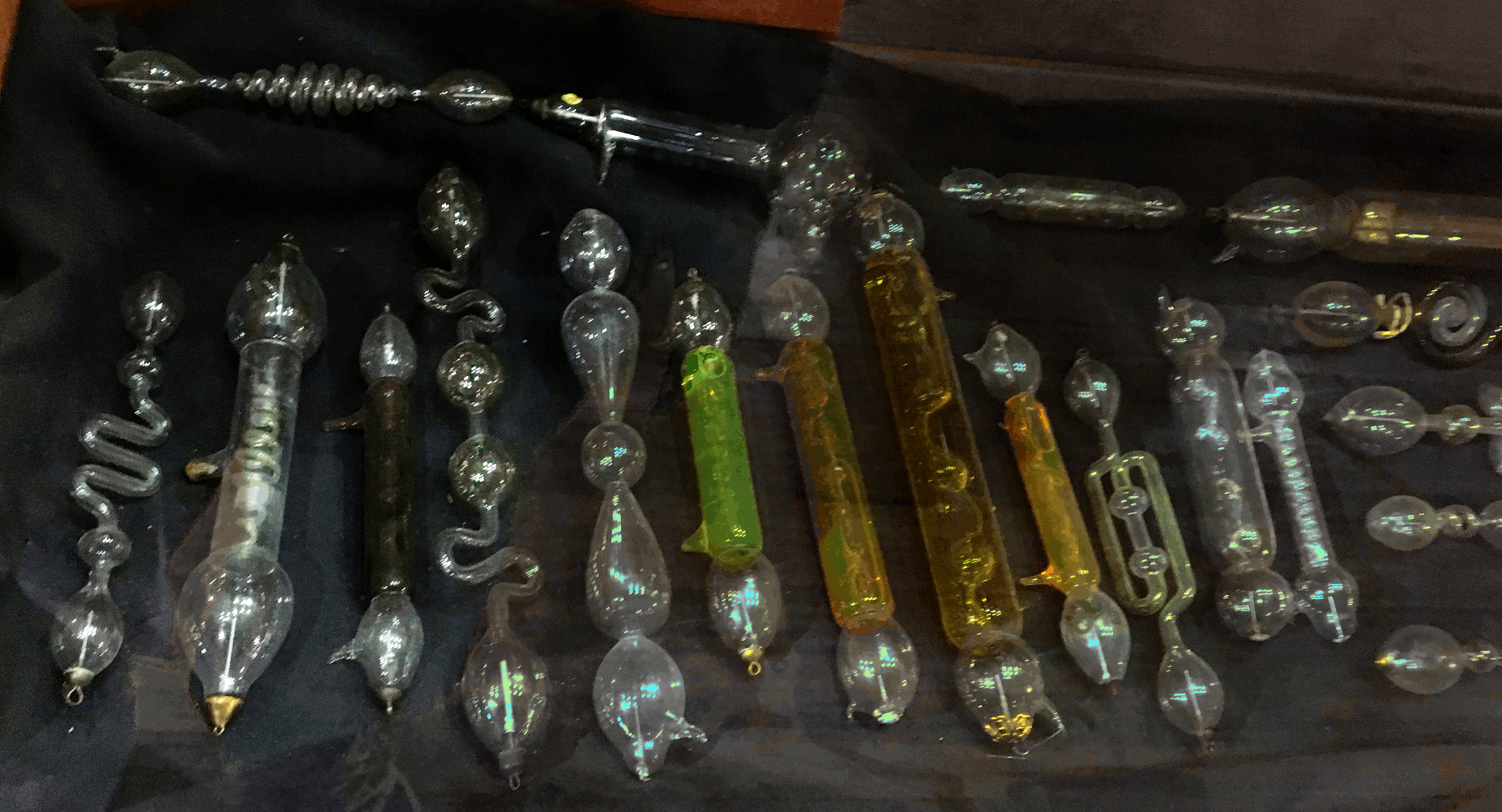
Гейслерові трубки в музеї
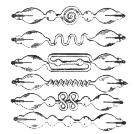
Креслення типових гейслерових трубок з енциклопедії 1911 р.
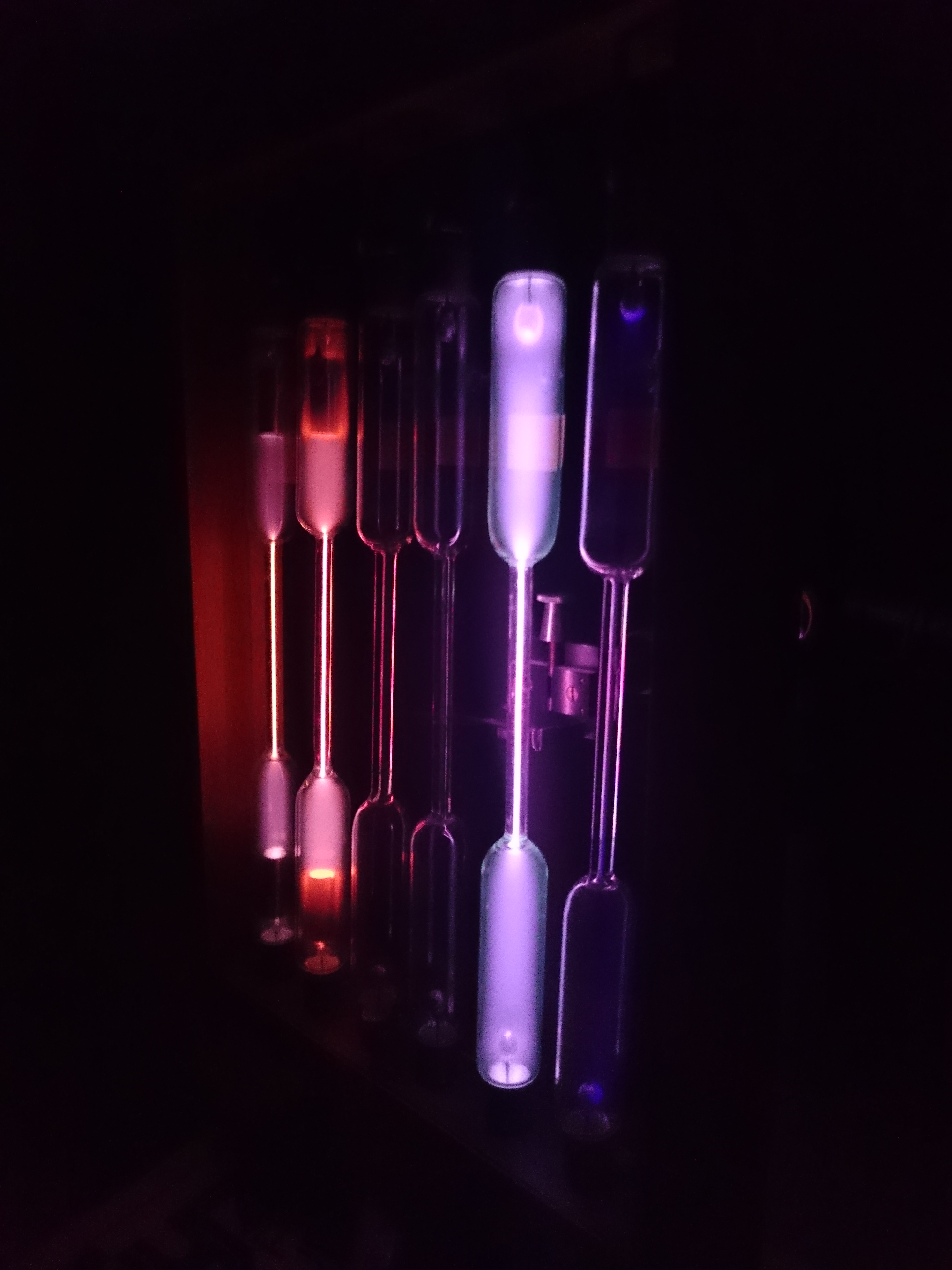
Прямі гейслерові трубки, наповнені різними газами
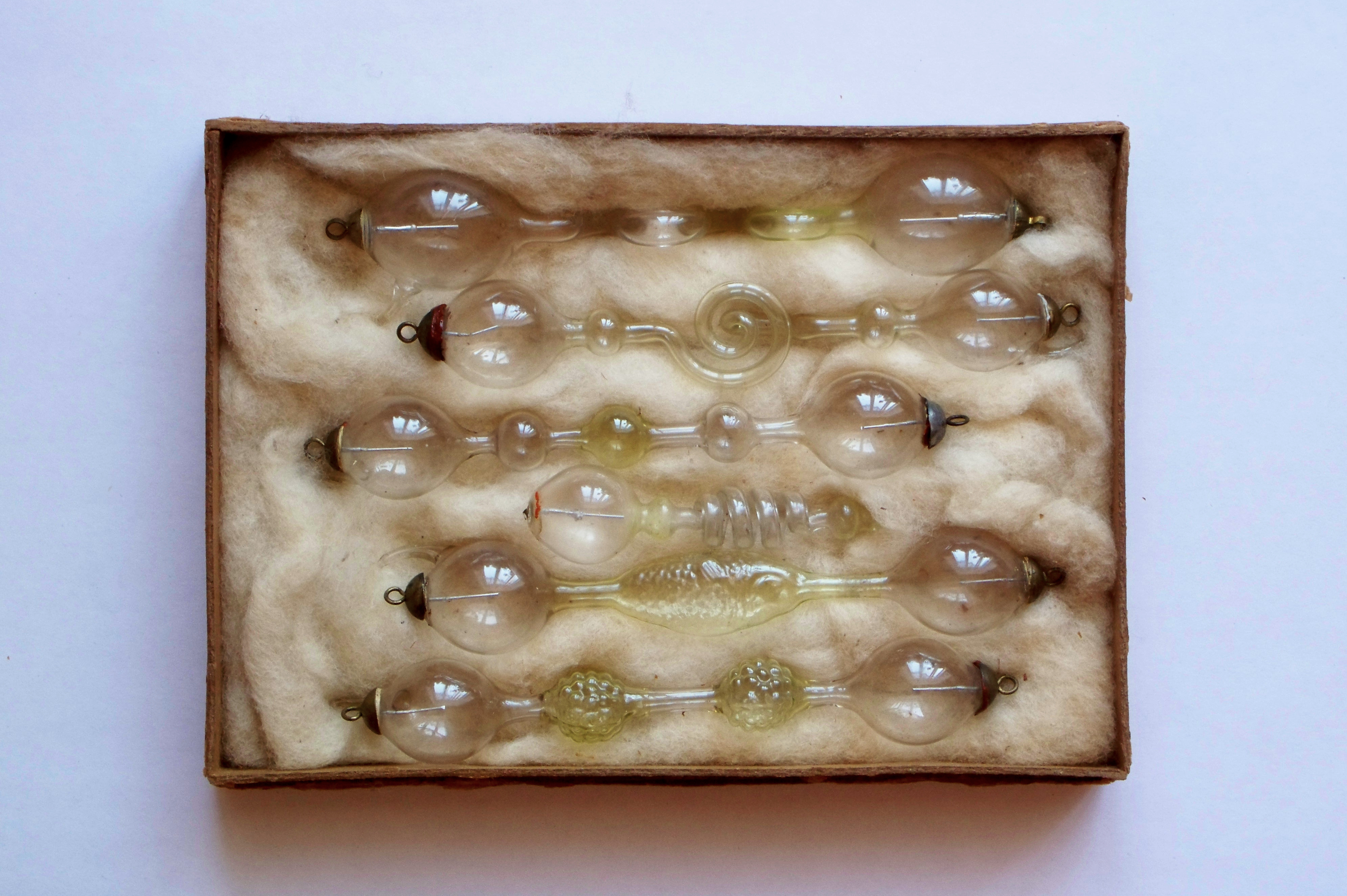
Гейслерові трубки
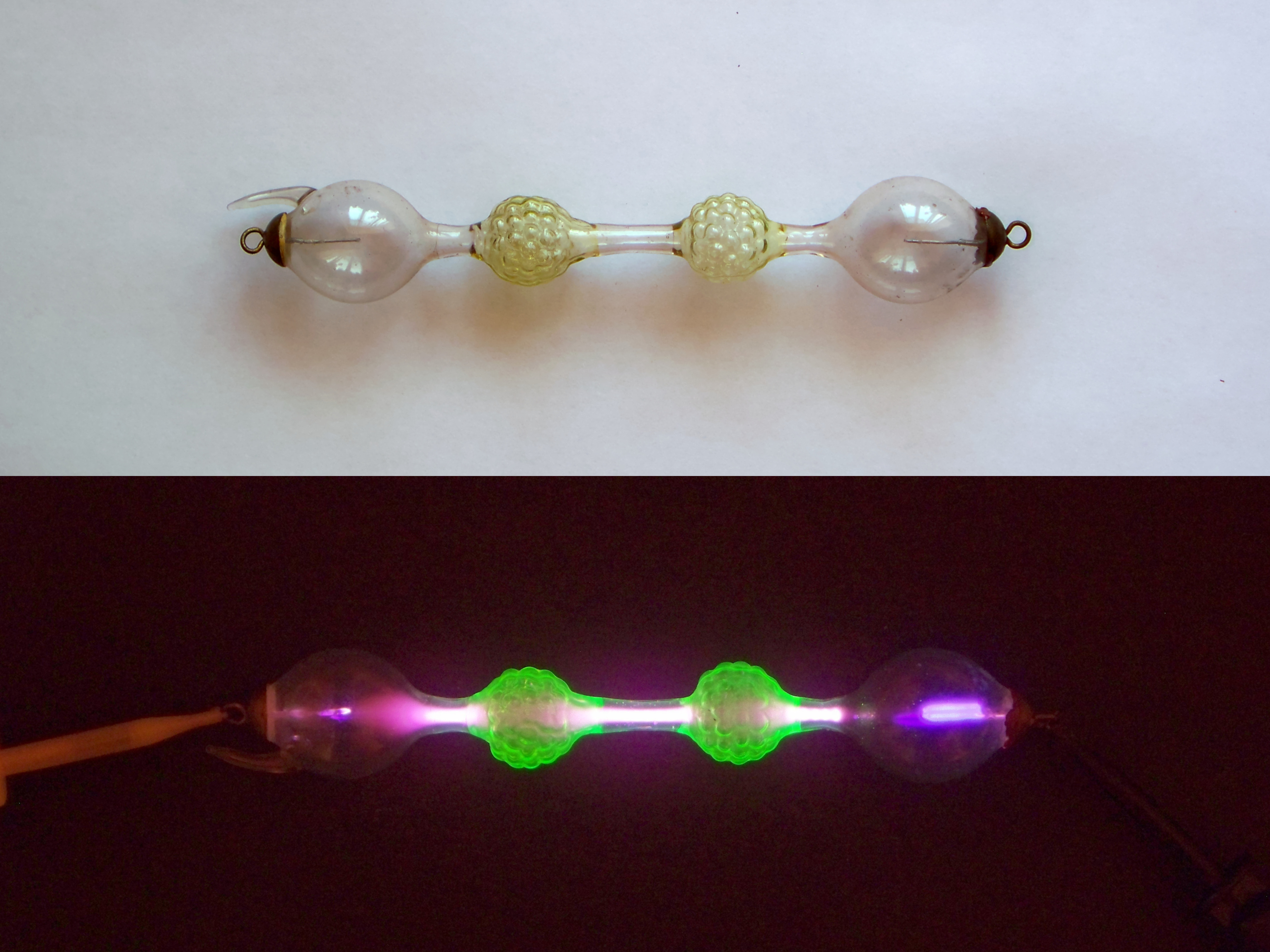
Гейслерова трубка: зовнішній вигляд та увімкнена трубка під напругою
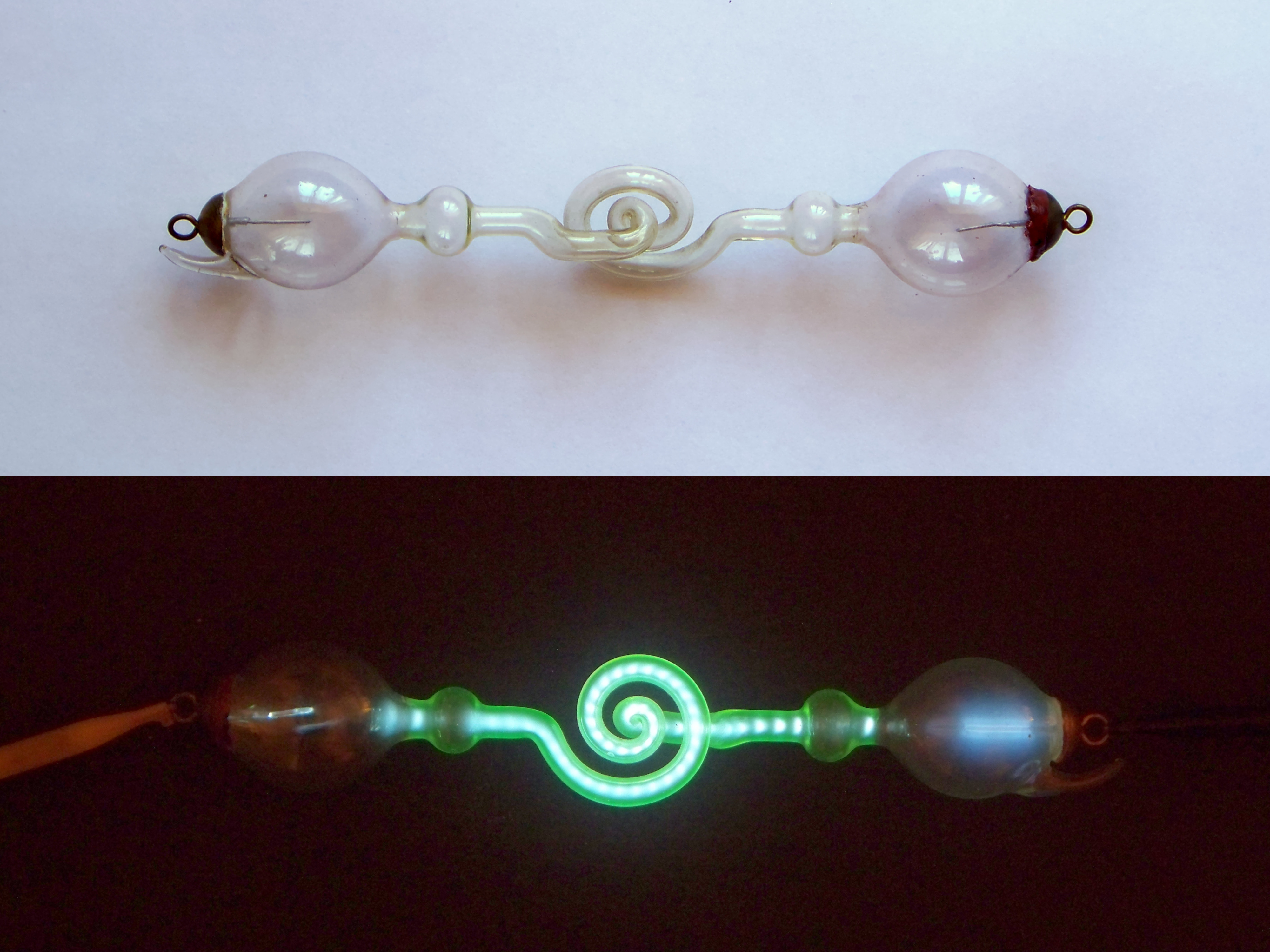
Гейслерова трубка: зовнішній вигляд та увімкнена трубка під напругою